# Полет 11 на „Континентал Еърлайнс“
Полет 11 на „Континентал Еърлайнс“ е вътрешен пътнически полет от международното летище „О'Хеър“, Чикаго, Илинойс, до летище „Чарлз Б. Уилър Даунтаун“, Канзас Сити, Мисури, Съединените американски щати, управляван от „Континентал Еърлайнс“. На 22 май 1962 г. самолетът „Боинг 707-124“, който изпълнява полета, се разбива в поле в Окръг Пътнам, близо до Юниънвил, Мисури. От 45 души на борда 44 умират веднага след сблъсъка, докато един пътник първоначално оцелява и е намерен от спасителите до мястото на катастрофата, но умира по-късно от вътрешни наранявания в болницата.
ФБР установява, че пътник на име Томас Г. Доти носи в себе си пръчки динамит, които той занася в тоалетната в куфар и ги запалва. Следва експлозия, която отделя опашната част от фюзелажа. Полетният екипаж започва необходимите процедури за аварийно спускане и слага димните си маски поради мъгла, която се образува в кабината веднага след декомпресията. След отделянето на опашката останалата конструкция от самолета рязко накланя носа надолу, което довежда до откъсване на двигателите и падане.
Агенти на ФБР откриват, че Томас Г. Доти (женен мъж с петгодишна дъщеря) закупува застраховка живот за 150 000 щ. д. (приблизително еквивалентни на 1,16 милиона щ. д. през 2022 г.) и допълнително купува други застраховки на летището преди полета; освен това на него му предстои явяване в съда по обвинение във въоръжен грабеж. Неговата вдовица се опитва да получи парите от застраховката, но полицата я анулирана, след като смъртта на Томас Г. Доти е обявена за самоубийство. През 2010 г. е издигнат мемориал близо до мястото на катастрофата.